# 가린토

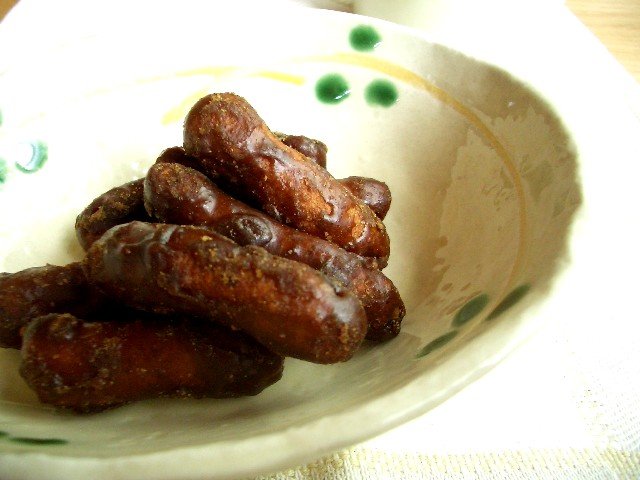

가린토(일본어 : かりん糖)는 일본의 전통과자이다. 막대 모양을 가진 과자로 소맥분에 물과 이스트를 반죽하여 식용유로 튀겨낸 후 흑설탕과 벌꿀을 바른 단맛이 나는 과자이며 주로 일본 현지에서 맛볼 수 있다.
한국의 해태제과식품 맛동산이 바로 이 과자를 본떠 만들었다.

## 같이 보기
- 맛동산